# Ixodina kovacsi
Ixodina kovacsi är en skalbaggsart som beskrevs av S. Endrödi 1976. Ixodina kovacsi ingår i släktet Ixodina och familjen bladhorningar. Inga underarter finns listade i Catalogue of Life.